# 星川

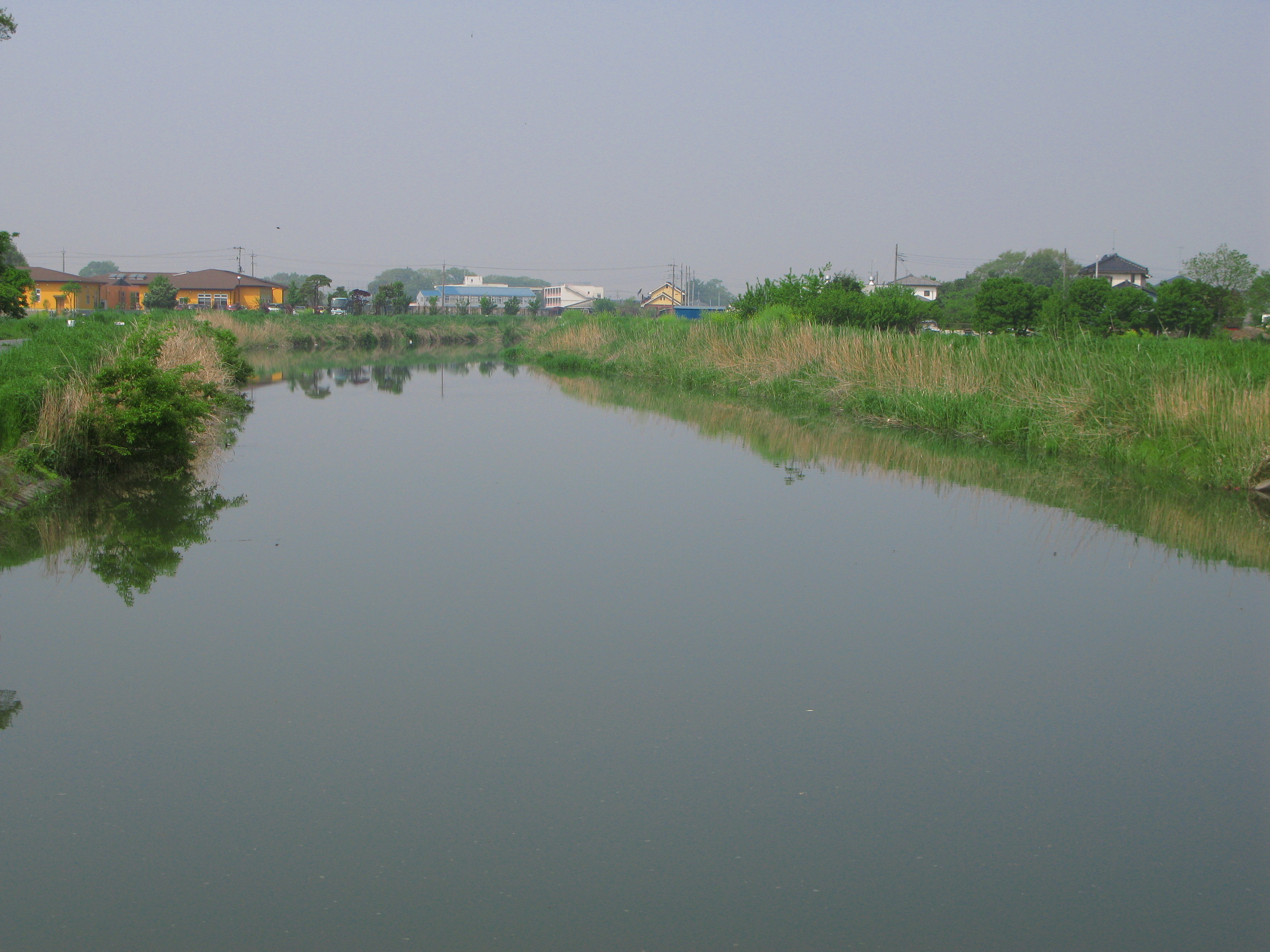
行田市斎条地区

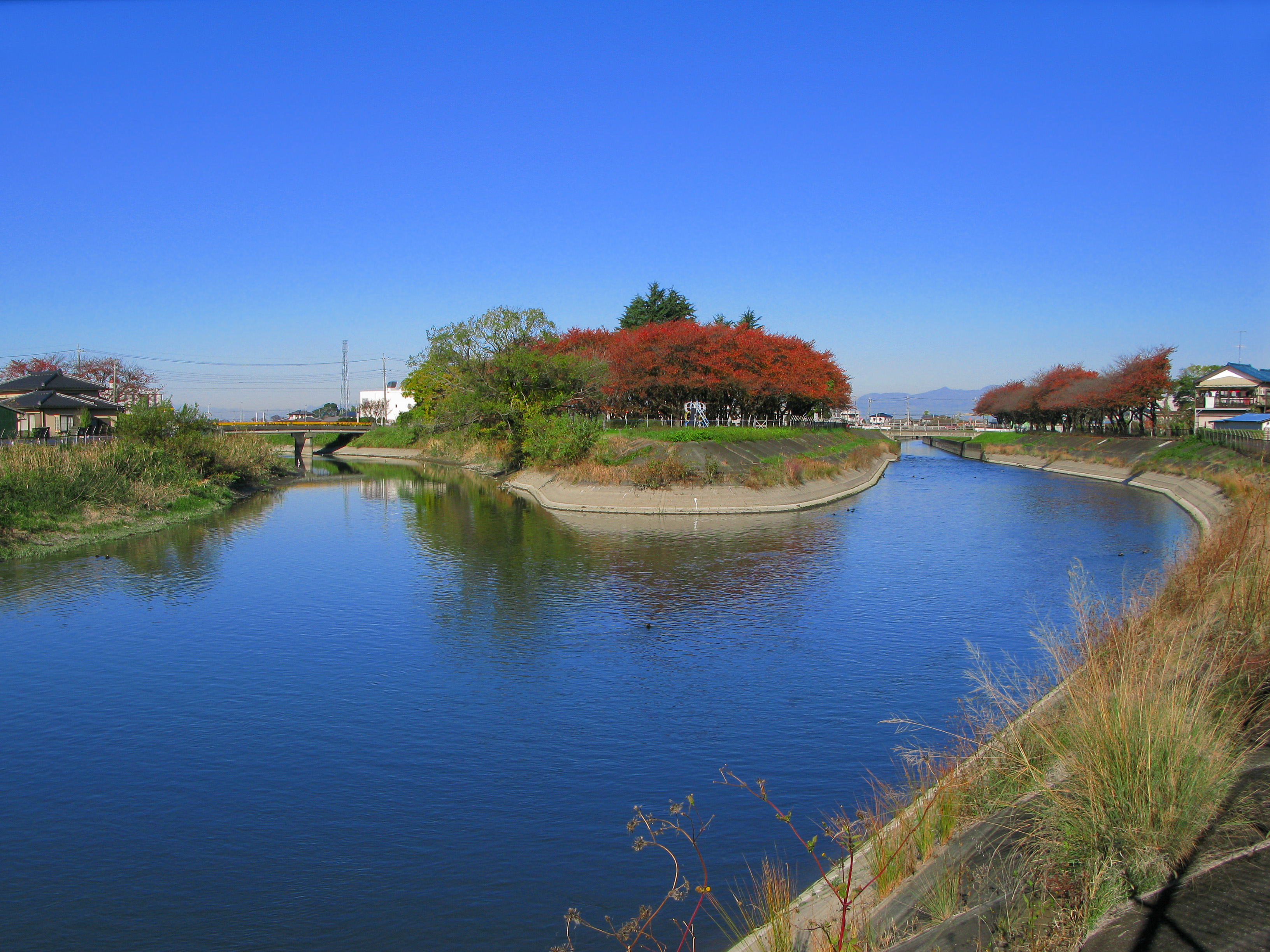
見沼代用水との合流点

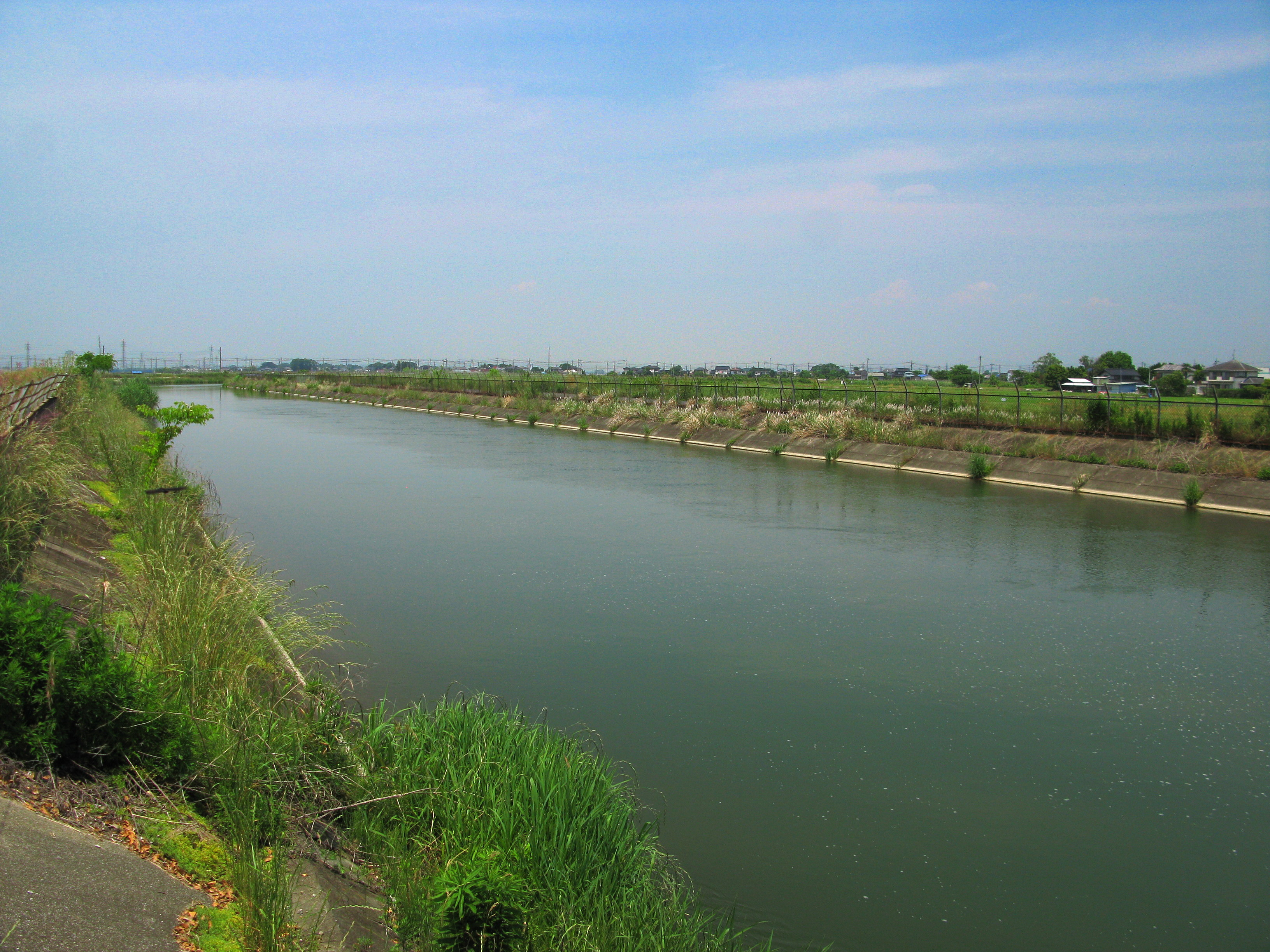
見沼代用水共用区間（山王橋付近）

星川（ほしかわ）は、埼玉県北東部を流れる利根川水系の一級河川である。
同じ地域を流れ、忍川の源流部に相当する星川とは別の河川である。

## 地理
埼玉県熊谷市市街地北部を流れる準用河川・新星川を源とし、熊谷市上川上・上之の境界付近にある上之調節池を境として、ここより一級河川・星川となる。東に流れ、行田市にて南東に転じ、鴻巣市、加須市、久喜市を流れ、白岡市西と蓮田市根金の境界で元荒川に合流する。元荒川の合流点付近で隼人堀川が伏せ越しで立体交差している。
行田市小見と行田市荒木の境界で見沼代用水に合流し、久喜市菖蒲町菖蒲と菖蒲町上大崎の境界にある十六間堰で分流する。見沼代用水と合流するまでの部分を上星川、見沼代用水と分岐してからの部分を下星川と呼ぶ。

## 橋梁
- 龍門橋
- 雷電橋
- 新星宮橋（埼玉県道303号弥藤吾行田線）
- 愛染橋
- 星川橋
- 馬見塚橋
- 大和橋（埼玉県道128号熊谷羽生線）
- 天籟橋
- 白幡橋
- 白川戸橋
- 北宿橋
- 上星川橋（埼玉県道20号足利邑楽行田線）

-  見沼代用水が右岸に合流 -
- 棒川橋（埼玉県道7号佐野行田線）
- 見沼代用水橋梁（秩父鉄道秩父本線）
- 星川橋（国道125号行田バイパス）
- 六本木橋
- 徒橋
- なかよし橋（人道橋）
- 須戸橋（国道125号）
- 柳大橋
- 田島橋
- 藤間橋
- さわやか橋（人道橋）
- 万蔵橋
- 大曲橋
- 新落合橋（埼玉県道32号鴻巣羽生線）
- 落合橋（埼玉県道148号騎西鴻巣線）
- 山王橋
- 境橋（埼玉県道308号内田ヶ谷鴻巣線）
- 中ノ目橋
- 榎戸橋（埼玉県道38号加須鴻巣線）
- 新種足橋
- 種足橋
- 舟場橋
- 新橋
- 仲橋（埼玉県道12号川越栗橋線）
- 菖蒲橋（あやめばし）（埼玉県道5号さいたま菖蒲線）

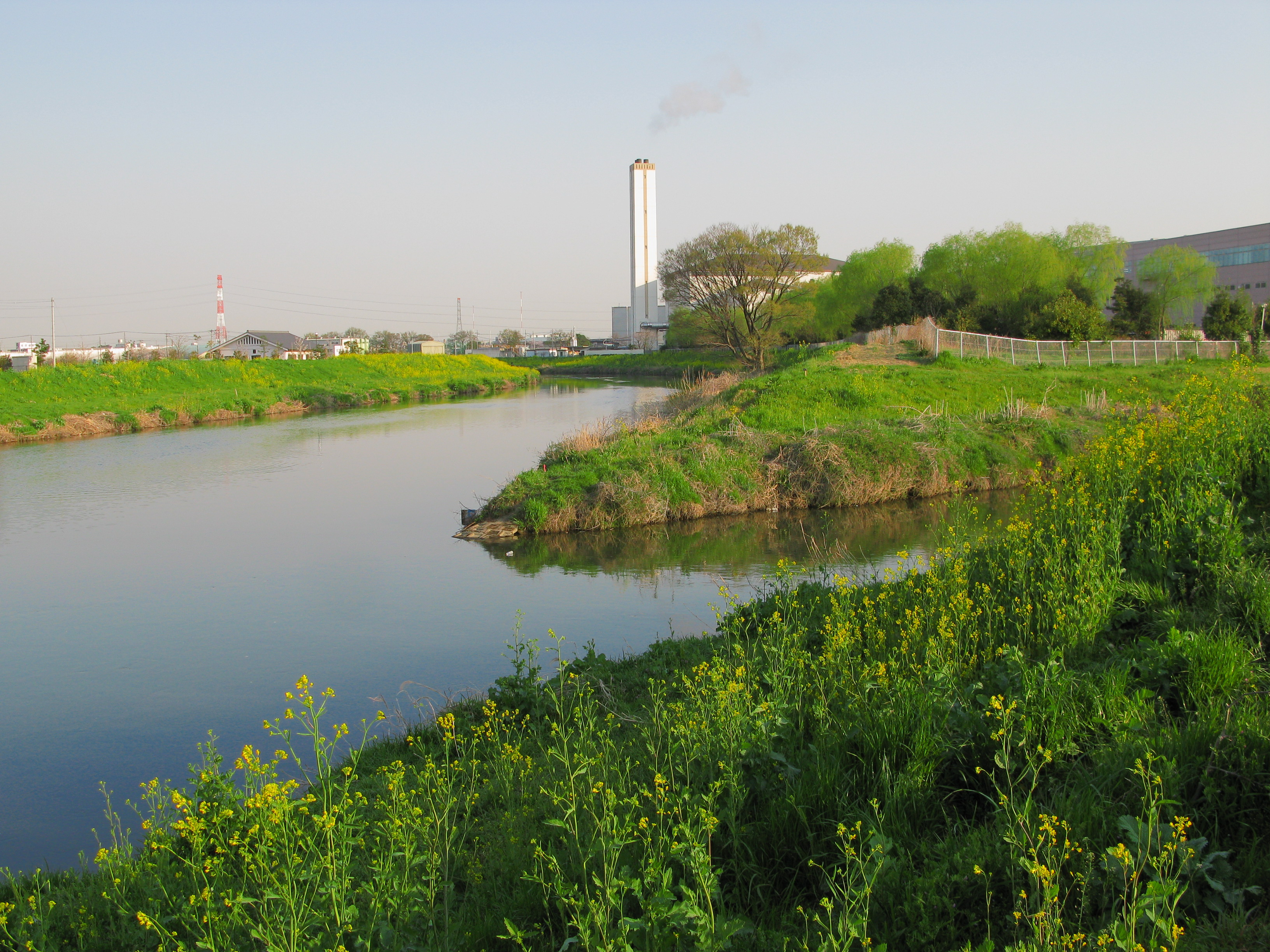
星川と元荒川の合流点

- 見沼代用水が右岸より分流 -
- 弁天橋（十六間堰）
- 星川大橋（星川バイパス）
- 大崎橋
- 手城橋

- 南手城橋
- 星川橋高架橋（首都圏中央連絡自動車道）
- 新河原井橋（国道122号）
- 河原井橋
- 樋の口橋（埼玉県道87号上尾久喜線）
- 篠津二号橋（埼玉県道3号さいたま栗橋線）
- 篠津星川橋（都市計画道路篠津柴山線[4]）
- 坂下橋
- 篠津一号橋（埼玉県道3号さいたま栗橋線）